# Michael Rascher
Michael G. Rascher (ur. 26 lipca 1965 w Toronto) – kanadyjski wioślarz. Złoty medalista olimpijski z Barcelony.
Zawody w 1992 były jego jedynymi igrzyskami olimpijskimi. Wspólnie z kolegami triumfował w ósemce. W ósemce był również srebrnym medalistą mistrzostw świata w 1990 i 1991.